# Tháp Shimizu Mega-City
Tháp Shimizu TRY 2004 Mega-City là một dự án bởi Shimizu Corporation, xây dựng một tòa kim tự tháp đồ sộ tại vịnh Tokyo, Nhật Bản. Công trình cao hơn kim tự tháp Giza (cao 139m) 14 lần với sức chứa khoảng 1 triệu người. Tháp cao 2.000m với bệ 5 giàn, mang hình ảnh của một kim tự tháp. Tháp giải quyết vấn đề thiếu chỗ ở, sự gia tăng dân số tại thủ đô Tokyo. 
Do quy mô quá lớn, công trình chưa lựa chọn được vật liệu xây dựng thích hợp. Có một số đề cứ về việc sử dụng vật liệu sợi nano carbon, vốn đang được nghiên cứu về các ưu thế bền, nhẹ... Có thể 100 năm sau mới hoàn thành.

## Vật liệu - Thiết kế
Tòa kim tự tháp Shimizu Mega-City được chống đỡ bằng 36 trụ chính. Mạng lưới các trụ ống phụ được lắp đặt thành các tấm phủ lên xung quanh, với thiết kế chữ V vững chắc, giúp tòa tháp có khả năng chịu được các thiên tai thường xuyên xảy ra tại Nhật Bản như động đất hay sóng thần. 
Theo bản thiết kế, người ta còn dự định sử dụng điện năng hoàn toàn từ gió và mặt trời. Cũng có đề xuất về việc tạo ra các tấm nền bằng nước để nuôi rong tảo, giúp làm mát tòa nhà và sinh dưỡng khí trong lành.
Ngoài ra, còn có một lượng lớn các robot tự động, sử dụng cho việc phục vụ người dân và sửa chữa bảo trì tòa tháp.